# John G. Avildsen

Autograf

John Gilbert Avildsen (ur. 21 grudnia 1935 w Oak Park na przedmieściach Chicago, zm. 16 czerwca 2017 w Los Angeles) – amerykański reżyser filmowy, laureat Oscara za reżyserię filmu Rocky (1976) w 1977.
W późniejszej karierze miał także gorsze chwile, zdobywając aż 3 nominacje do Złotej Maliny dla najgorszego reżysera za filmy: Wzór (1980), Karate Kid III (1989) i Rocky V (1990).
Zmarł w 2017 roku w wieku 81 lat na raka trzustki.

## Filmografia
- 1970 – Joe
- 1971 – Okay Bill
- 1973 – Ocalić tygrysa
- 1975 – Droga do kariery
- 1976 – Rocky
- 1980 – Wzór
- 1981 – Sąsiedzi
- 1984 – Karate Kid
- 1986 – Karate Kid II
- 1987 – Szczęśliwego Nowego Roku
- 1988 – Na zawsze
- 1989 – Wesprzyj się na mnie
- 1989 – Karate Kid III
- 1990 – Rocky V
- 1992 – Zew wolności
- 1994 – Osiem sekund
- 1999 – Inferno: Piekielna walka